# Ромул і Рем
Ро́мул і Рем (лат. Romulus et Remus) — у римській міфології брати-близнюки, один з яких, Ромул, вважається засновником і першим царем Стародавнього Риму (753 — 716 роки до н. е). За традицією датою заснування вважається 21 квітня 753 р. до н. е. За переказами, вони були дітьми весталки Реї Сильвії і бога Марса.

## Народження та дитинство

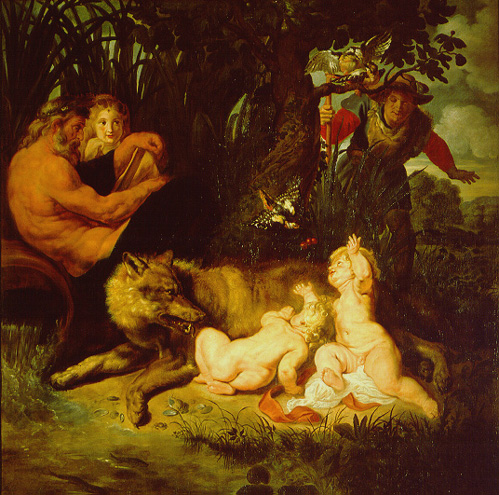
Фаустул (праворуч) знаходить Ромула та Рема, вигодуваних вовчицею і дятлом. Їхня мати Рея Сільвія та річковий бог Тиберін знаходяться поруч.
Рубенс «Ромул, Рем і вовчиця», 1616 р., Рим, Капітолійський музей.

Мати Ромула і Рема — Рея Сільвія, була дочкою законного царя Альба-Лонга Нумітора, якого змістив із престолу його молодший брат Амулій. Амулій не хотів, щоб діти Нумітора завадили його честолюбним задумам: син Нумітора зник під час полювання, а Рею Сільвію він змусив стати жрицею (весталкою), що прирікало її на 30-літню безшлюбність. На четвертий рік служіння у священному гаю до неї з'явився Марс, від якого Рея Сільвія народила двох близнюків. Розгніваний Амулій посадив її до темниці, а немовлят наказав покласти у кошик та кинути у р. Тибр. Однак, кошик прибило до берега біля підніжжя Палатинського пагорба, де їх вигодувала вовчиця, а турботу матері замінили дятел і чайка. Згодом ці тварини стали священними для Риму. Потім братів підібрав царський пастух Фаустул. Його дружина, Акка Ларентія, яка не могла втішитися після смерті своєї дитини, прийняла близнюків під своє піклування.
Коли Ромул і Рем виросли, вони повернулися до Альба-Лонгу, де дізналися таємницю свого походження. Вони вбили Амулія і відновили на троні свого діда Нумітора.

## Заснування Риму
Через чотири роки, з волі свого діда, Ромул і Рем вирушили до Тибру шукати місце для заснування нової колонії Альба-Лонги. За легендою, Рем вибрав низовину між Палатинським та Капітолійським пагорбами, але Ромул наполягав на тому, щоб заснувати місто на Палатинському пагорбі. Звернення до знамень не допомогло, спалахнула сварка, під час якої Ромул убив свого брата. За іншою версією, Ромул вибрав Палатинський пагорб та спорудив навіть на ньому стіну, але Рем у насмішку перестрибнув через неї, що розлютило Ромула та змусило його убити власного брата.
Покаявшись у вбивстві Рема, Ромул заснував місто, якому дав своє ім'я (лат. Roma), і став його царем. Датою заснування міста вважається 21 квітня 753 р. до н. е., коли навколо Палатінського пагорба плугом була проведена борозна, яка позначила межу міста. За середньовічною легендою, син Рема Сеній заснував місто Сієна.
У перший час головною турботою Ромула було збільшення населення міста. З цією метою він надав прибулим права, свободи та громадянство нарівні з першими поселенцями. Для них він відвів землі Капітолійського пагорба. Завдяки цьому до міста почали стікатися біглі раби, вигнанці й просто шукачі пригод з інших міст і країн.
У Римі бракувало жіночого населення — сусідні народи справедливо вважали ганебним для себе вступ у родинні союзи з натовпом волоцюг, як вони називали у той час римлян. Тому Ромул застосував хитрість — він влаштував урочисте свято — Консуалії, з іграми, боротьбою і різного роду гімнастичними та кавалерійськими вправами. На свято з'їхалося багато сусідів римлян, у тому числі — сабіняни (сабіни). У хвилину, коли глядачі були захоплені ходом гри, за умовним знаком (Ромул зняв з себе плащ) римляни запалили святковий вогонь та численне військо з мечами й списами у руках накинулася на беззбройних гостей. У сум'ятті та тисняві римляни захопили жінок — хто скільки міг. Сам Ромул взяв собі у дружини сабінянку Герсілію. Як вважали античні історики, весілля із ритуалом викрадення нареченої стало римським звичаєм саме з того часу.
Як повідомляє Плутарх, спробу обчислення дати народження Ромула і Рема та заснування Рима астрологічними методами зробив на прохання свого друга Варрона астролог Тарута. Він вирішив, що брати були зачаті в день сонячного затемнення 24 червня 772 р. до н. е.. о 3-й годині після сходу та з'явилися на світ 26 березня 771 р. до н. е., а Рим було засновано 4 жовтня 754 р. до н. е.

## Ромул— цар Стародавнього Риму
Викрадення сабінянок не могло позитивно позначитися на репутації Риму — проти нього повстали сусіди. Війську Ромула вдалося відбити напад та взяти міста Ценін та Крустумерій. Військова слава Ромула залучила до міста нових поселенців — етрусків. Вони заселили Есквілінський пагорб. На той час сабіняни, які оговталися від тяжкої втрати, під проводом свого царя Тація, пішли походом на Рим і, незважаючи на героїзм захисників міста, майже зуміли його взяти. Але у розпал битви на полі бою з'явилися сабінянки: тримаючи немовлят на руках, вони заклинали, з одного боку, своїх батьків та братів, з іншого — чоловіків припинити кровопролиття. Сабіняни та римляни уклали мир. Вони вирішили називатися квіритами (списоносними чоловіками) і жити разом під владою Тація та Ромула. Сабіняни заселили Капітолійський та сусідній з ним Квірінальський пагорб.
Протягом шести років Тацій і Ромул правили разом. За цей час вони здійснили кілька вдалих походів, у тому числі — в Альбанську колонію Камерію, але у місті Лавініум Тацій був убитий ображеними громадянами. Ромул став царем об'єднаних народів.
Ромулу приписується створення сенату, який складався на той час зі 100 «батьків». Він же встановив відзнаки верховної влади, заснував посаду лікторів, розділив народ на 30 курій, за іменами сабінських жінок, заснував три триби: рамни (латини), тиції (сабіни) і луцери (етруски). Йому ж приписується поділ римлян на патриціїв та плебеїв.

## Устрій Ромула римської держави
Ромул поділив весь народ на 3 частини. До кожної частини поставив ватажками одних з найбільш видатних людей. Потім, поділив знову кожну з трьох частин на 10, призначив і над ними ватажків, які були рівні між собою та найхоробріші. Великі частини він назвав трибами, а менші — куріями. Ті, хто стояв на чолі триб, називалися трибунами. Ті, які стояли на чолі курій — куріонами. Курії Ромул розділив на декурії, очолювані декуріонами. Ромул розділив землю Риму на 30 рівних клерів (ділянок за жеребом) та призначив кожній курії клер.
Ромул відділив знатних за родом та прославлених доблестю та багатством у ті часи людей, у яких вже були діти, від безвісних, бідних та нещасливих. Людей незавидної долі він назвав плебеями, а людей кращої долі — «батьками» (їхніх нащадків стали називати патриціями). На «батьків» було покладено керівництво Римом. Громадяни, які участі у громадських справах не брали, називалися односельчанами.
Коли ж Ромул відділив кращих від гірших, він зайнявся законодавством та визначив, що належить робити кожному з них: патриціям — бути жерцями, керувати та судити, разом з ним займатися державними справами; плебеїв Ромул вирішив звільнити від усього цього. Він призначив їм заняття землеробством, скотарством та прибутковими ремеслами. Ромул вважав за доцільне доручити плебеїв патриціям, кожному з них надавши вибір, кому з народу він побажає стати патроном. Ромул назвав захист бідних та нижчих патронатом, таким чином встановивши між ними людяні та громадянські зв'язки.
Потім Ромул заснував сенаторів, з якими мав намір керувати державою, набравши 100 осіб з патриціїв. Він призначив одного, який повинен був керувати державою, коли сам він поведе військо за його межі. Кожній з трьох триб він наказав обрати трьох осіб, які були найбільш розумними завдяки своєму віку і найбільш знаменитими за походженням. Після ж цим дев'яти він наказав з кожної курії призначити трьох найдостойніших з патриціїв. Потім, додавши до перших дев'яти, висунутим трибами ще 90, яких заздалегідь обрали курії, і призначивши з них ватажка, якого він сам намітив, Ромул доповнив число сенаторів до 100.

## Діти Ромула
У Ромула була дочка Прима і син Авілій, народжені, за однією з версій, Герсілією.

## Зникнення Ромула
Римська міфологія описує смерть Ромула як надприродне зникнення. Втім, схоже, що він був просто убитий. Плутарх у своїх «Порівняльних життєписах» розповідає про вознесіння Ромула з часткою скептицизму:
Уже тридцять сім років правив Ромул заснованим ним Римом. 5 липня, того дня, який останнім часом називається Капратинськими нонами, Ромул приносив за містом, на Козиному болоті, жертву за весь народ у присутності Сенату та більшої частини громадян. Раптово у повітрі сталася велика зміна: на землю спустилася хмара, супроводжувана вихором та бурею. Інший народ у страху пустився бігти та розсіявся врізнобіч, Ромул же зник. Його не знайшли ні живим, ні мертвим. На патриціїв впала сильна підозра. Народ говорив, що вони давно вважали царя за перешкоду, бажаючи забрати керування державою у свої руки, вбили царя, оскільки він став з деякого часу чинити з ними суворіше. Патриції намагалися розсіяти подібного роду підозри, зарахувавши Ромула до богів та кажучи, що він «не помер, а удостоївся кращої долі». Прокул, особистість, яка користувалася повагою, присягнувся, що бачив, як Ромул підносився у повному озброєнні на небо, і чув його голос, наказував називати його Квірін.— Плутарх. Порівняльні життєпису. Лікург і Нума Помпілій
Схожу розповідь наводить у своїй «Історії від заснування Міста» Тит Лівій.
Прийнято вважати, що Ромул вознісся на небо 5 липня 717 р. до н. е.. Точна дата народження Ромула і Рема відома лише приблизно: близько 771 р. до н. е.. Після смерті Ромул був ототожнений з сабінським богом Квірін, який вважався мирною іпостассю Марса.
Після Ромула царем Риму став Нума Помпілій.

## Аналогії в культурах інших народів
Доля Ромула має безліч аналогій у культурах інших народів. Так давньогрецький Персей та давньоєврейський Мойсей були одразу після народження скинуті, відповідно, у море і Ніл. Тема близнюків також часто зустрічається у міфології Середземномор'я: порівняти хоча б з грецькими легендами про Кастора та Поллукса або про Амфіона та Зефа. Випадки виховання дітей дикими тваринами часто описуються в міфології, релігії та сучасної фантастиці.
Нарешті, легенда про вбивство Ромулом рідного брата дуже нагадує біблійну історію про Каїна, який убив рідного брата Авеля.
|              | І зглянувся Господь на Авеля й на жертву його, а на Каїна й на жертву його не зглянувся. І сильно розгнівався Каїн, і обличчя його схилилось. І сказав Господь Каїнові: Чого ти розгнівався? і чого схилилось обличчя твоє? Коли ти добре робитимеш, то чи не піднімеш обличчя? А коли недобре, то у дверях гріх підстерігає він, тягне тебе до себе, але ти пануй над ним. І сказав Каїн до Авеля, своєму братові. І коли вони були у полі, повстав Каїн на Авеля, брата свого, і вбив його. |
| — 1 М. 4:4-8 | |

У випадку з Ромулом його братовбивство сталося через боротьбу за владу, і цей сюжет повторювався багаторазово протягом всієї історії Риму. У випадку з Каїном ми бачимо таку ж заздрість та злість, які виникли на тлі власної невдачі та успіхів рідного брата, який приніс бажану Богові жертву. Цікаво, що одразу після історії з вбивством брата, Каїн постає у Писанні будівельником першого в історії людства міста.
|             | І пізнав Каїн дружину свою, і вона зачала та народила Еноха. І збудував він місто, і назвав місто як ім'я свого сина: Енох. |
| — 1 М. 4:17 | |

Ця аналогія приходила на розум ще античним авторам. Ось, що пише про Ромула Августин Аврелій (Августин блаженний) у своїй праці «Про град Божий» (2 частина, 15-я книга, 5 глава) : 
|                    | Про першого засновника земного граду-братовбивці, якому відповідав за нечестя братовбивства засновник Риму. Отже, першим засновником земного граду був братовбивця, який із заздрості вбив свого брата, громадянина вічного граду, мандрівника на цій землі (Бут. 4). Не дивно, що через стільки часу, при заснуванні того міста, яке повинно було стати на чолі цього земного граду, про який ми говоримо, і царюватиме над стількома багатьма народами, стало у своєму роді наслідування цьому першому прикладу, або, як кажуть греки, архетипу. Бо і тут, як згадує про сам злочин один з їхніх поетів: Перші стіни, на жаль, обагрив братньою кров'ю. Саме так був заснований Рим, судячи зі свідчень римської історії про вбивство Ромулом свого брата Рема. Різниця полягає лише у тому, що обидва вони були громадянами земного граду. Обидва вони домагалися слави створити Римську республіку; але обидва разом не могли мати такої слави, яку міг би мати кожний з них, якби був один. Бо хто хоче прославитися своїм пануванням, панує тим менше, чим з більшим числом співучасників розділяє свою владу. Отже, щоб одному мати у своїх руках всю владу, був убитий товариш, і за допомогою цього лиходійства збільшилося у гіршому вигляді те, що, не будучи заплямоване злочином, було б меншим, але кращим. А ті брати, Каїн і Авель, не мали однакового прагнення до земних речей, і той, який убив свого брата, не тому заздрив йому, що його панування могло стати меншим, якби обидва вони панували (бо Авель не шукав панування у тому граді, який заснував його брат); він заздрив тій диявольській заздрістю, якою злі люди заздрять добрим лише тому, що ті добрі, між тим як вони — злі… |
| — Августин Аврелій | |

На честь Ромула і Рема названі супутники астероїда 87 Сільвія: Ромул S/2001 (87) і Рем S/2004 (87), відкриті у 2001 і 2004 роках.

## Першоджерела
- Цицерон — «Республіка», VI, 22  — Сон Сципіона.
- Тит Лівій — «Історія від заснування міста», I. Російський переклад.
- Діонісій Галікарнаський — «Історія Риму», I.
- Плутарх — «Порівняльні життєписи: Життя Ромула, Нуми Помпілія, Камілла».